# Á Guðs Vegum
Á Guðs Vegum es una película de los Sugarcubes, banda islandesa liderada por la cantante y compositora Björk. Á Guðs Vegum salió al mercado en 1992 a través de Bad Taste y contiene conciertos en vivo.
El título puede ser traducido como “Haciendo las Deberes de Dios” o “De Parte de Dios”.

## Contenido
1. ”Water” (remezcla) - (Reikiavik, 1987 - Praga, 1990)
2. ”I'm Hungry” (Roseland, Nueva York, 1992)
3. ”Dear Plastic” (Roseland, Nueva York, 1992)
4. ”Hit” (Roseland, Nueva York, 1992)
5. ”Delicious Demon” (Roseland, Nueva York, 1992)
6. ”Bravo Pop” (Bbearsville '91)
7. ”Vaselini” (The Human Seeds) Planet Zorg 1991
8. ”Vitamin” (Warfield Theatre, San Francisco, 1992)
9. ”Birthday” (Warfield Theatre, San Francisco, 1992)
10. ”Blue Eyed Pop” (Warfield Theatre, San Francisco, 1992)
11. ”Tidal Wave” (Iguanas, Tijuana 1992)
12. ”Leash Called Love” (Iguanas, Tijuana 1992)
13. ”Hetero Scum” (Iguanas, Tijuana 1992)
14. ”Motorcycle Mama” (Iguanas, Tijuana 1992)
15. ”Köttur” (Verið, Reikiavik, 1986)
16. ”Pump” ((remezcla) – Reikiavik, 1986 / Auburn, Alabama, 1989 / Praga 1990)

Véase también:
- Discografía de Björk